# Міллнокет (переписна місцевість, Мен)
Міллнокет (англ. Millinocket) — переписна місцевість (CDP) в США, в окрузі Пенобскот штату Мен. Населення — 4104 особи (2020).

## Географія
Міллнокет розташований за координатами 45°40′0″ пн. ш. 68°41′20″ зх. д. / 45.66667° пн. ш. 68.68889° зх. д. (45.666535, -68.689019).  За даними Бюро перепису населення США в 2010 році переписна місцевість мала площу 14,60 км², з яких 14,26 км² — суходіл та 0,34 км² — водойми.

## Демографія
Згідно з переписом 2010 року, у переписній місцевості мешкало 4466 осіб у 2155 домогосподарствах у складі 1293 родин. Густота населення становила 306 осіб/км².  Було 2570 помешкань (176/км²).
Расовий склад населення:
| - 97,7 % — білих - 0,7 % — корінних американців - 0,4 % — азіатів - 0,2 % — чорних або афроамериканців - 0,1 % — вихідців з тихоокеанських островів |

До двох чи більше рас належало 0,8 %. Частка іспаномовних становила 0,5 % від усіх жителів.
За віковим діапазоном населення розподілялося таким чином: 15,4 % — особи молодші 18 років, 59,8 % — особи у віці 18—64 років, 24,8 % — особи у віці 65 років та старші. Медіана віку мешканця становила 51,6 року. На 100 осіб жіночої статі у переписній місцевості припадало 94,4 чоловіків;  на 100 жінок у віці від 18 років та старших — 90,9 чоловіків також старших 18 років.
Середній дохід на одне домашнє господарство  становив 44 721 долар США (медіана — 30 106), а середній дохід на одну сім'ю — 51 717 доларів (медіана — 36 375). Медіана доходів становила 38 634 долари для чоловіків та 30 041 долар для жінок. За межею бідності перебувало 12,8 % осіб, у тому числі 11,4 % дітей у віці до 18 років та 10,9 % осіб у віці 65 років та старших.
Цивільне працевлаштоване населення становило 1736 осіб. Основні галузі зайнятості: освіта, охорона здоров'я та соціальна допомога — 26,7 %, мистецтво, розваги та відпочинок — 21,1 %, роздрібна торгівля — 13,7 %, виробництво — 11,0 %.